# Галло, Антонино
Антонио Галло (итал. Antonino Gallo; род. 5 января 2000, Палермо) — итальянский футболист, защитник клуба «Лечче».

## Клубная карьера
Галло — воспитанник клуба «Палермо». В 2019 году игрок подписал контракт с «Лечче». В 2020 году он на правах аренды выступал за «Виртус Франкавилла» из итальянской Серии С. По окончании аренды Галло вернулся в «Лечче». В 2021 году в матче против «Эмполи» он дебютировал в итальянской Серии B. 23 января 2022 года в поединке против «Кремонезе» Антонио забил свой первый гол за «Лечче». По итогам сезона игрок помог клубу выйти в элиту. 13 августа в матче против миланского «Интера» он дебютировал в итальянской Серии A.